# Afrixalus stuhlmanni
Afrixalus stuhlmanni is een kikker uit de familie rietkikkers (Hyperoliidae).

## Naamgeving
De soort werd voor het eerst wetenschappelijk beschreven door Georg Johann Pfeffer in 1893. Oorspronkelijk werd de wetenschappelijke naam Megalixalus stuhlmanni gebruikt. De oude wetenschappelijke geslachtsnaam van deze soort was overigens Megalixalus. De gestekelde rietkikker (Afrixalus brachycnemis) werd lange tijd beschouwd als een ondersoort van Afrixalus stuhlmanni.

## Uiterlijke kenmerken
Het lichaam is gedrongen en wordt ongeveer 2,2 centimeter lang, de mannetjes blijven iets kleiner. Mannetjes zijn te herkennen aan de zeer fijne gepunte stekeltjes op de rug. De kleur is variabel; de meeste exemplaren hebben een witte buik, gele tot lichtbruine basiskleur met donkere vlekken, meestal oranje tot bruin van kleur. Ook donker gekleurde en gestreepte exemplaren komen voor.

## Verspreiding en habitat
Afrixalus stuhlmanni komt voor in een brede kuststrook van zuidwestelijk Afrika; in Kenia, Tanzania en Mozambique. De habitat bestaat uit meren, vennen en poelen in savannen; in het paartijd zijn de kikkers in het water te vinden, de rest van het jaar in bomen; deze soort kan goed tegen droogte.

## Algemeen
De paartijd start aan het begin van het regenseizoen, en de vrouwtjes plakken de eitjes tegen takken en stengels boven het water. Waarschijnlijk vouwen ze de bladeren er niet omheen zoals veel verwante soorten dat doen.